# Alternaria tenuissima
Alternaria tenuissima är en svampart som först beskrevs av Kunze, och fick sitt nu gällande namn av Wiltshire 1933. Alternaria tenuissima ingår i släktet Alternaria och familjen Pleosporaceae.  Utöver nominatformen finns också underarten godetiae.